# 글리케리우스
글리케리우스(Glycerius)는 473년부터 474년 사이의 서로마 제국의 로마 황제였다.
달마티아에서 태어났다. 474년 이후 480년 즈음에 사망한 것으로 추정된다.